# Championnat du Venezuela de football 1986
Navigation
Saison 1985 Saison 1986-1987
La saison 1986 du championnat du Venezuela de football est la trentième édition du championnat de première division professionnelle au Venezuela et la soixante-sixième saison du championnat national. Cette saison est la dernière à suivre un calendrier « annuel » ; à partir de la prochaine saison, le championnat va suivre le calendrier européen avec une compétition organisée d'août à mai.
Le championnat se déroule en deux phases :
- les équipes sont réparties en deux poules (Central et Occidental) où elles affrontent quatre fois les autres clubs, deux fois à domicile et deux fois à l'extérieur. Les trois premiers de chaque groupe se qualifient pour la phase finale. Il n'y a pas de relégation en fin de saison et les trois meilleurs clubs de Segunda A sont promus afin de faire passer le championnat à 14 équipes ;
- la phase finale comprend les six qualifiés au sein d'une poule unique où elles s'affrontent deux fois. Le club en tête du classement à l'issue de la compétition est sacré champion et se qualifie, en compagnie de son dauphin, pour la Copa Libertadores 1986.

C'est le Deportivo Táchira qui remporte la compétition, après avoir terminé en tête du classement final, avec un seul point d'avance sur le tenant du titre, Estudiantes de Mérida et quatre sur le Maritimo Caracas. C'est le quatrième titre de champion du Venezuela de l'histoire du club après celui remporté en 1980.
Avant le démarrage de la compétition, le club de l'Atlético San Cristóbal disparaît, à la suite de sa fusion avec le Deportivo Táchira pour former l'UA Táchira. Le club du Nacional Carabobo se désiste également et est remplacé par l'UD Lara. Par conséquent, il n'y a que onze clubs engagés en championnat.

## Les clubs participants
| - Deportivo Táchira - Deportivo Italia - Portuguesa FC - Atlético Zamora - Caracas FC - Maritimo Caracas - Promu de Segunda A | - Estudiantes de Mérida - Mineros de Guayana - UD Lara - Universidad Central de Venezuela FC - Atlético Anzoátegui - Promu de Segunda A |

## Compétition
Le barème utilisé pour établir les différents classements est le suivant :
- victoire : 2 points ;
- match nul : 1 point ;
- défaite : 0 point.

### Première phase
| Rang | Équipe                 | Pts | J | G | N | P | Bp | Bc | Diff |
| ---- | ---------------------- | --- | - | - | - | - | -- | -- | ---- |
| 1    | UA Táchira             | 11  | 8 | 5 | 1 | 2 | 13 | 7  | +6   |
| 2    | Estudiantes de MéridaT | 9   | 8 | 3 | 3 | 2 | 11 | 7  | +4   |
| 3    | Portuguesa FC          | 8   | 8 | 3 | 2 | 3 | 10 | 9  | +1   |
| 4    | Atlético Zamora        | 8   | 8 | 3 | 2 | 3 | 4  | 7  | -3   |
| 5    | UE Lara                | 4   | 8 | 2 | 0 | 6 | 8  | 16 | -8   |

| Rang | Équipe                              | Pts | J  | G | N | P | Bp | Bc | Diff |
| ---- | ----------------------------------- | --- | -- | - | - | - | -- | -- | ---- |
| 1    | Deportivo Italia                    | 16  | 10 | 7 | 2 | 1 | 15 | 3  | +12  |
| 2    | Maritimo CaracasP                   | 12  | 10 | 4 | 4 | 2 | 6  | 6  | 0    |
| 3    | Caracas FC                          | 11  | 10 | 4 | 3 | 3 | 13 | 6  | +7   |
| 4    | Mineros de Guayana                  | 10  | 10 | 3 | 4 | 3 | 9  | 8  | +1   |
| 5    | Atlético AnzoáteguiP                | 9   | 10 | 3 | 3 | 4 | 5  | 10 | -5   |
| 6    | Universidad Central de Venezuela FC | 2   | 10 | 0 | 2 | 8 | 2  | 17 | -15  |

### Liguilla
| Rang | Équipe                  | Pts | J  | G | N | P | Bp | Bc | Diff |
| ---- | ----------------------- | --- | -- | - | - | - | -- | -- | ---- |
| 1    | UA Táchira              | 15  | 10 | 6 | 3 | 1 | 18 | 7  | +11  |
| 2    | Estudiantes de MéridaTC | 14  | 10 | 6 | 2 | 2 | 12 | 6  | +6   |
| 3    | Maritimo CaracasP       | 11  | 10 | 3 | 5 | 2 | 8  | 6  | +2   |
| 4    | Deportivo Italia        | 9   | 10 | 2 | 5 | 3 | 6  | 10 | -4   |
| 5    | Portuguesa FC           | 7   | 10 | 2 | 3 | 5 | 7  | 13 | -6   |
| 6    | Caracas FC              | 4   | 10 | 1 | 2 | 7 | 8  | 17 | -9   |

|  | Qualification pour la Copa Libertadores 1987                                      |
|  | T : Tenant du titre C : Vainqueur de la Coupe du Venezuela P : Promu de Segunda A |

## Bilan de la saison
| Championnat du Venezuela de football 1986 |                              |
| Champion                                  | Deportivo Táchira (4e titre) |
| Coupes et trophées                        |                              |
| Vainqueur de la Coupe du Venezuela 1986   | Estudiantes de Mérida        |
| Qualifications continentales              |                              |
| Copa Libertadores 1987                    | Deportivo Táchira            |
| Copa Libertadores 1987                    | Estudiantes de Mérida        |
| Promotions et relégations                 |                              |
| Promus en Primera División                | ULA Mérida                   |
| Promus en Primera División                | Llaneros FC                  |
| Promus en Primera División                | Deportivo Galicia            |
| Relégués en Segunda A                     | Aucun                        |